# Ebdani

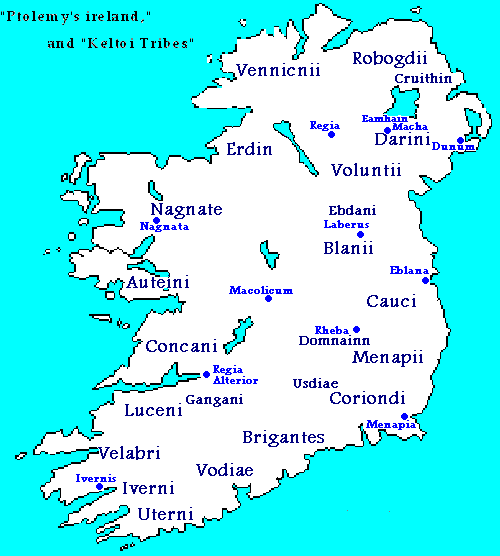
Mappa dell'Irlanda ai tempi dei Celti, con gli Ebdani situati nel centro-est, nell'attuale ubicazione di Dublino.

Gli Ebdani, detti anche Eblani (Ἐβλάνοι) o Eblanii (manβλάνιοι) (varianti dai manoscritti: Ebdani [Ἐβδανοί]; Blani [Βλάνοι]; Blanii [Βλάνιοι]), erano un popolo dell'antichità Irlanda registrato in modo univoco nella Geografia di Tolomeo. Secondo Tolomeo, gli Eblani abitavano in una regione sulla costa orientale, all'incirca a nord della Contea di Dublino. Tolomeo elenca anche una "città" chiamata Eblana (Ἔβλανα), che colloca tra gli estuari dei fiumi Buvinda (Βουουίνδα) e Oboca (Οβόκα), implicando un sito costiero rispettivamente tra il fiume Boyne e probabilmente il Liffey.
O'Rahilly suggerisce che il nome tribale, da lui detto Ebdanoi (Ἐβδανοί), sia sopravvissuto nel toponimo Edmann, una regione nella costa orientale, probabilmente nella Contea di Louth, menzionato occasionalmente nei testi originali. O'Rahilly sostiene di aver ispirato il suo ragionamento dalla forma Ebdanoi (Ἐβδανοί) trovata in un manoscritto di Tolomeo, ma la sua variante è dimostrato come risultato di un errore di trascrizione di Eblanoi (Ἐβλάνοι) in una scrittura maiuscola, dove Λ è confusa con Δ, non viceversa come sosteneva O'Rahilly. L'insediamento associato degli Eblani è pronunciato come Eblana in tutti i manoscritti conservati, con soltanto differenze d'accenti di poca importanza. Ciò suggerisce che Eblanoi (Ἐβλάνοι) era la versione originale di Tolomeo, e che Ebdanoi (Ἐβδανοί) era l'errore. Questa lettura errata non può quindi essere citata in supporto alla sua ipotesi.
Lo storico locale Brendan Mathews, più recentemente, suggerisce un collegamento col sistema di tombe alla bocca del fiume Delvin, in origine almeno otto tombe, probabilmente una caratteristica prominente del panorama e un porto stabilito ai tempi di Tolomeo. Il cambio linguistico da Eblana a Delvin sembra molto più probabile.